# 福山東警察署
福山東警察署（ふくやまひがしけいさつしょ）は、広島県警察が管轄する警察署の一つである。福山市中心部・東部を管轄する。署長の階級は警視正。

## 所在地
- 広島県福山市三吉町南二丁目5番31号

## 管轄区域
- 福山市（広島県福山西警察署及び広島県福山北警察署の管轄区域を除く。）

## 沿革
- 1876年（明治9年）5月 - 福山警察出張所が設置される。
- 1877年（明治10年）2月 - 福山警察署に改称。
- 1948年（昭和23年）2月 - 福山警察署・神辺警察署・深安地区警察署に分割。
- 1951年（昭和26年）10月 - 神辺警察署を深安地区警察署に統合。
- 1954年（昭和29年）7月 - 広島県油木警察署を設置。
- 1956年（昭和31年）10月 - 油木警察署を福山警察署に統合。鞆警察署を福山警察署・松永警察署に分割統合。
- 1971年（昭和46年）4月 - 広島県福山東警察署に改称。また、福山市のうち芦田川以西を福山西警察署（松永警察署から改称）へ移管。
- 1986年（昭和61年）4月 - 庁舎が福山市東桜町（現在の県民文化センター〔エストパルク〕の位置）から現在地に移転する。
- 2008年（平成20年）4月 - 福山北警察署開設に伴い、福山市加茂町・神辺町・御幸町・山野町と神石郡神石高原町を同署へ移管。

## 交番
（）の中は所在地。
- 御船町交番（福山市御船町一丁目）
  - 福山市のうち旭町、今町、入船町一丁目～三丁目、笠岡町、昭和町、住吉町、宝町、寺町、花園町一丁目・二丁目、東町一丁目、船町、松浜町一丁目～四丁目、南町、御船町一丁目・二丁目、三吉町南一丁目・二丁目、明治町
- 胡町交番（福山市胡町）
  - 福山市のうち胡町、桜馬場町、城見町一丁目・二丁目、大黒町、西町二丁目・三丁目、東町二丁目・三丁目、本町、丸之内一丁目・二丁目、三吉町一丁目・二丁目、若松町
- 駅前交番（福山市三之丸町[1]）
  - 福山市のうち霞町一丁目～四丁目、三之丸町、西桜町一丁目・二丁目、西町一丁目、延広町、東桜町、伏見町、古野上町、南本庄一丁目～五丁目、元町、紅葉町
  - 2023年（令和5年）3月24日に福山市伏見町から移転[1]
- 本庄交番（福山市本庄町中四丁目）
  - 福山市のうち北本庄一丁目～五丁目、木之庄町一丁目～三丁目、長者町、本庄町中一丁目～四丁目
- 吉津交番（福山市吉津町）
  - 福山市のうち北美台、木之庄町四丁目～六丁目、北吉津町一丁目～五丁目、高美台、奈良津町、奈良津町一丁目～三丁目、東吉津町、久松台一丁目～三丁目、吉津町
- 野上町交番（福山市野上町二丁目）
  - 福山市のうち沖野上町一丁目～六丁目、草戸町、草戸町一丁目～五丁目、光南町一丁目～三丁目、地吹町、多治米町一丁目～六丁目、千代田町一丁目・二丁目、道三町、野上町一丁目～三丁目、御門町一丁目～三丁目、緑町
- 曙交番（福山市新涯町一丁目）
  - 福山市のうち曙町一丁目～六丁目、一文字町、卸町、川口町一丁目～五丁目、新涯町一丁目～六丁目、新浜町一丁目・二丁目、西新涯町一丁目・二丁目、東川口町一丁目～五丁目、箕沖町、箕島町
- 港町交番（福山市南手城町一丁目）
  - 福山市のうち王子町一丁目、手城町一丁目～四丁目、港町一丁目・二丁目、南手城町一丁目～四丁目
- 深津交番（福山市西深津町一丁目）
  - 福山市のうち王子町二丁目、西深津町一丁目～七丁目、東深津町、東深津町一丁目～七丁目、明神町一丁目・二丁目、三吉町三丁目～五丁目
- 春日交番（福山市春日町六丁目）
  - 福山市のうち青葉台一丁目～四丁目、春日池、春日町、春日町一丁目～七丁目、東陽台一丁目・二丁目、能島一丁目～三丁目、日吉台一丁目～三丁目
- 蔵王交番（福山市南蔵王町二丁目）
  - 福山市のうち蔵王町、蔵王町一丁目～六丁目、南蔵王町一丁目～六丁目
- 引野交番（福山市引野町五丁目）
  - 福山市のうち鋼管町、東手城町一丁目～四丁目、引野町、引野町一丁目～五丁目、引野町北一丁目～五丁目、引野町東、引野町南一丁目～三丁目、平成台
- 伊勢丘交番（福山市伊勢丘四丁目）
  - 福山市のうち伊勢丘一丁目～八丁目、大谷台一丁目～三丁目、春日台、大門町大門（一部）、幕山台一丁目～八丁目
- 大門交番（福山市大門町一丁目）
  - 福山市のうち城興ヶ丘、大門町一丁目～八丁目、大門町旭、大門町坂里、大門町大門（一部）、大門町津之下、大門町野々浜、大門町日之出丘
- 横尾交番（福山市横尾町一丁目）
  - 福山市のうち向陽町一丁目・二丁目、清水ヶ丘、千田町一丁目～四丁目、千田町坂田、千田町坂田北、千田町千田、千田町薮路、横尾町、横尾町一丁目・二丁目、緑陽町一丁目・二丁目

## 警察官駐在所
（）の中は所在地。
- 坪生警察官駐在所（福山市坪生町五丁目）
  - 福山市のうち坪生町、坪生町一丁目～六丁目、坪生町南一丁目～三丁目